# Cliffdale Creek
Cliffdale Creek är ett vattendrag i Australien. Det ligger i delstaten Queensland, omkring 1 900 kilometer nordväst om delstatshuvudstaden Brisbane.
Savannklimat råder i trakten. Genomsnittlig årsnederbörd är 1 095 millimeter. Den regnigaste månaden är januari, med i genomsnitt 410 mm nederbörd, och den torraste är augusti, med 1 mm nederbörd.